# Organização Internacional de Normalização
A Organização Internacional de Normalização (português europeu) ou Organização Internacional para Padronização (português brasileiro) (em inglês:  International Organization for Standardization; em francês:  L'Organisation internationale de normalisation), ou ISO é uma entidade que congrega os grémios de padronização/normalização de 162 países.
Em 1946, em Londres, 65 autoridades de 25 países se reuniram para discutir meios de facilitar internacionalmente a coordenação e unificação de padrões industriais. Em 23 de fevereiro de 1947, a ISO inicia oficialmente suas atividades com 67 comitês técnicos, tendo mudado sua sede em 1949 para Genebra, na Suíça, onde permanece até hoje. A ISO aprova normas internacionais em um grande número de áreas de interesse econômico e técnico. O Brasil é membro desde a fundação oficial em 1947,  e é representado pela ABNT. Portugal entrou na ISO em 1949.

## Tipos de classificações
Entre os tipos de classificações da ISO, encontram-seː
- Normas Técnicas, como por exemplo as da ABNT;
- Classificações, como por exemplo, os códigos de países (PT / PRT / 620 para Portugal e BR / BRA / 076 para o Brasil);
- Normas de Procedimento, como por exemplo as de gestão da qualidade, de acordo com a ISO 9001.

## Organizações responsáveis pelas certificações, por país
Abaixo estão algumas entidades responsáveis pelas edições das normas ISO, por país.
| Alemanha - Deutsches Institut für Normung e.V. (DIN)                            |
| Angola - Instituto Angolano de Normalização e Qualidade (IANORQ)                |
| Brasil - Associação Brasileira de Normas Técnicas (ABNT)                        |
| Estados Unidos - American National Standards Institute (ANSI)                   |
| Moçambique - Instituto Nacional de Normalização e Qualidade (INNOQ) (em inglês) |
| Portugal - Instituto Português da Qualidade (IPQ)                               |

## Membros

Países-membros ISO com um corpo nacional de standards e direito a voto.
Membros correspondentes (países sem um corpo nacional de standards).
Membros subscritores (países de economias pequenas).
Países não-membros com códigos ISO 3166-1.

A ISO tem 165 países membros, distribuídos por categorias:
- Corpos Associados - entidades ou instituições representativas dos standards em cada país.
  - Estes são os únicos membros ISO que têm direito a voto.
- Membros Correspondentes - países que não têm instituições ou entidades que gerem os standards desse país.
  - São informados dos trabalhos em curso mas não participam na promulgação dos standards.
- Membros Subscritores - países de economias muito pequenas.
  - Pagam taxas reduzidas de associado e podem acompanhar os trabalhos de desenvolvimento dos standards.

Os membros participantes são apelidados de "P" e os membros observadores apelidados de "O".

## Normas técnicas
Algumas normas ou padrões mais populares da ISO:
- ISO 31: Tamanhos e unidades.
- ISO 1000: Unidades SI e recomendações para o uso de seus múltiplos e de algumas outras unidades.
- ISO 216: Formatos e dimensões de papel - série A e B.
- ISO 269: Formatos e dimensões de envelopes.
- ISO 639: Códigos para representação de nomes de línguas.
- ISO 2108: Sistema internacional de identificação de livros, ISBN.
- ISO 3166: Códigos de países e subdivisões.
- ISO 4217: Códigos de moeda.
- ISO 5218: Convenção numérica para representação de sexos.
- ISO 5800: Sensibilidade das películas fotográficas.
- ISO 7810: Normas para cartões ID-1, ID-2 e ID-3 (de identificação, bancários, passaporte, carta de condução).
- ISO 7811: Métodos de gravação em cartões ID1.Point Blank
- ISO 7813: Características adicionais de cartões ID-1.
- ISO 7816: Cartões ID-1 com micro circuitos integrados.
- ISO 8601: International Standard Date and Time Notation.
- ISO 8859: Codificação de caracteres em fontes, as quais incluem o ASCII (p. ex. ISO-8859-1, ISO-8859-2).
- ISO 8879: Standard Generalized Markup Language (SGML).
- ISO 9000: Sistema de gestão da qualidade em ambientes de produção.
- ISO/IEC 9126: Engenharia de Software - Qualidade de Software.
- ISO 9660: Sistema de ficheiros para CD-ROMs.
- ISO 9899: A linguagem de programação C.
- ISO 10006: Gestão da qualidade (aplicada em gestão de projetos).
- ISO/IEC 10179:1996: Semânticas de Estilo de Documentos e Linguagem de Especificações (DSSSL).
- ISO/IEC 10646: Universal Character Set (equivalente ao Unicode).
- ISO 14000 - ISO 14064: Normas de gestão do ambiente em ambientes de produção.
- ISO/IEC 14102: Tecnologia de informação - Orientação para avaliação e seleção de ferramentas CASE.
- ISO 14772: Virtual Reality Modelling Language VRML.
- ISO/IEC 14882: A linguagem de programação C++.
- ISO/IEC 15504 SPICE: ISO sobre as necessidades e os requisitos de um padrão internacional para avaliação de processos de SW.
- ISO/IEC 17024: Avaliação de conformidade para estabelecer requisitos gerais para organismos que realizam certificação de pessoas.
- ISO/IEC 17025: Laboratórios de Ensaio e Calibração.
- ISO/IEC 17799 atual ISO/IEC 27001: Tecnologia da informação - código de conduta para a gestão da segurança da informação.
- ISO/IEC 12207: Tecnologia da informação - define o processo de desenvolvimento de software.
- ISO 20000 (ISO/IEC 20000): Tecnologia da informação - define processos de gerenciamento de serviços de TI.
- ISO/IEC 26300: OpenDocument Format, ODF.